# Río Yasuní
Río Yasuní är ett vattendrag i Ecuador.   Det ligger i provinsen Orellana, i den östra delen av landet, 400 km öster om huvudstaden Quito.